# Марица (приток Ревны)
Марица (укр. Мариця) — правый приток Ревны, протекающий по Стародубскому району (Брянская область, Россия) и Новгород-Северскому району (Черниговская область, Украина).

## География
Длина — 5,5 км.
Русло слабо-извилистое; у истоков пересыхает. У истоков река образовывает озеро Курика — восточнее посёлка Марица. Возле села Галагановка на реке создан пруд, где 154,0 и 150,7 м отметки верхнего и нижнего уровней воды и с проезжей плотиной длиной 210 м и шириной 5 м. Пойма занята заболоченными участками с тростниковой растительностью, лесами.
Река берёт начало на болотном массиве на территории Стародубского района северо-восточнее упразднённого посёлка Марица (Стародубский район). Река течёт на юго-восток и делает несколько плавных поворотов; в верхнем течении служит государственной границей России и Украины на протяжении 1,3 км. Впадает в Ревну юго-восточнее села Галагановка (Новгород-Северский район).
Притоки: нет крупных
Населённые пункты на реке: Галагановка